# Högel
Högel település Németországban, Schleswig-Holstein tartományban. Lakosainak száma 456 fő (2023. december 31.). Högel Lütjenholm és Goldelund községekkel határos.

## Népesség
A település népességének változása:
| Lakosok száma | 432  | 462  | 471  | 452  | 448  | 456  |
|               | 1975 | 2017 | 2019 | 2021 | 2022 | 2023 |